# Pfarrkirche Immendorf (Gemeinde Wullersdorf)

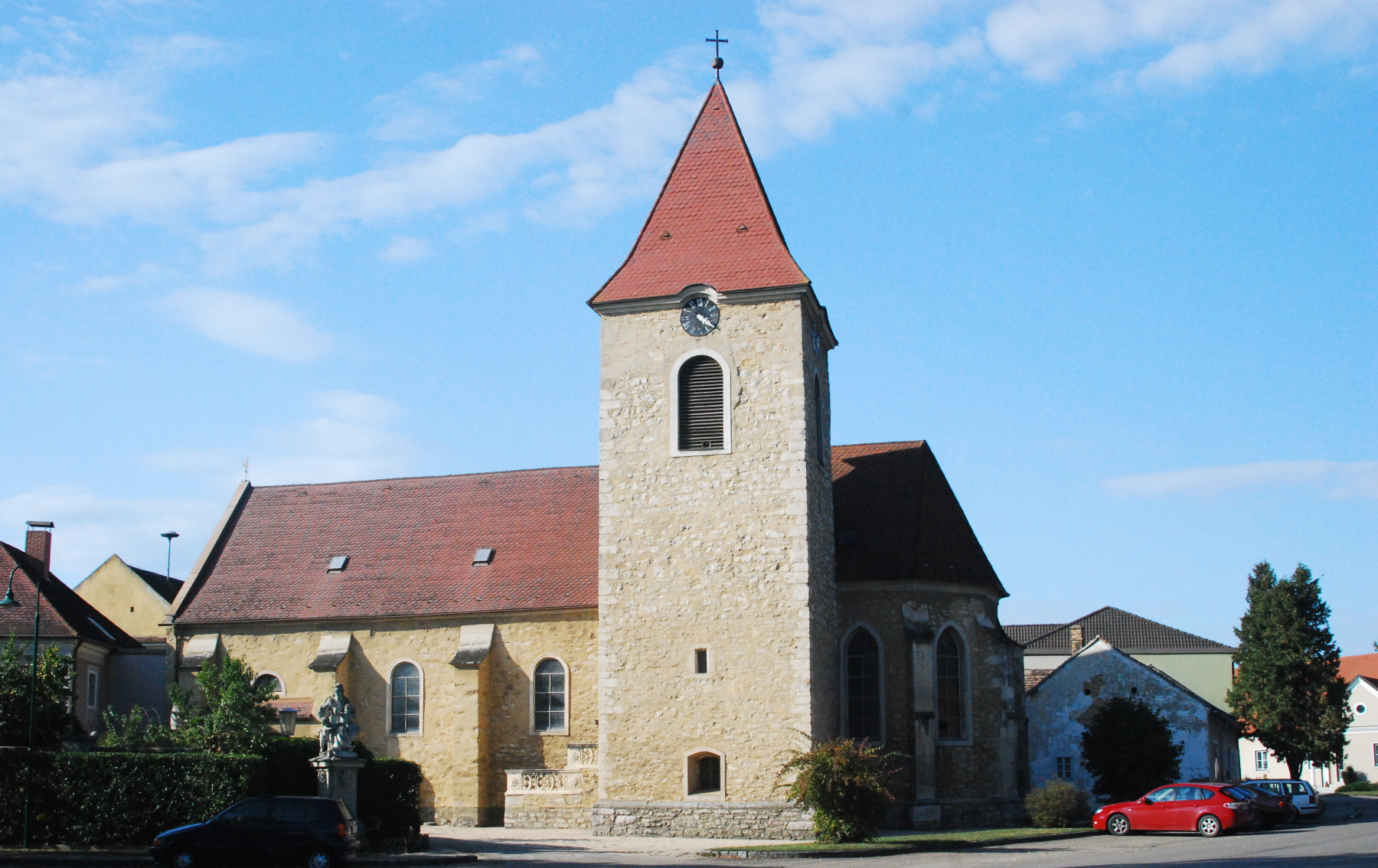
Pfarrkirche Immendorf

Die Pfarrkirche zur heiligen Katharina ist eine geostete römisch-katholische Kirche in der Katastralgemeinde Immendorf der Marktgemeinde Wullersdorf in Niederösterreich. Die Kirche steht am nördlichen Ende des Dorfangers.
Sie gehört dem Dekanat Hollabrunn im Vikariat Unter dem Manhartsberg an und steht gemäß Verordnung des Bundesdenkmalamtes unter Denkmalschutz (Listeneintrag).

## Pfarr- und Baugeschichte
Aus dem Jahre 1314 ist eine Kapellenstiftung überliefert. Die Pfarrerhebung mit Inkorporation für das Stift Melk, das bis heute den Pfarrer entsendet, erfolgte im Jahre 1783. Die barockisierte Saalkirche dürfte im Kern aus dem Mittelalter stammen und wurde im Jahre 1971 restauriert.

## Baubeschreibung

### Außen

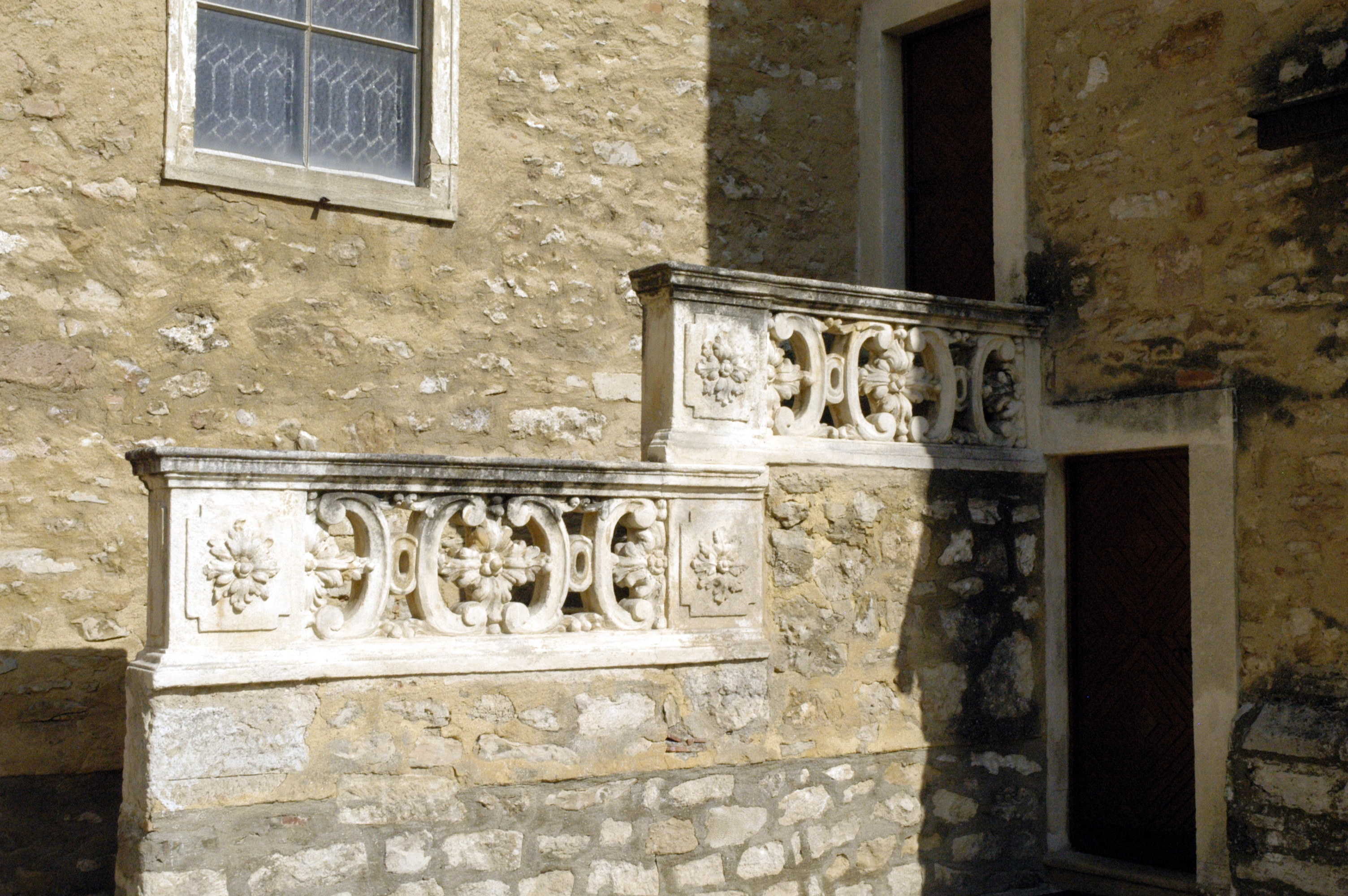
Aufgang zum Turmoratorium

Die Kirche ist aus steinsichtigem Bruchsteinmauerwerk errichtet. Das Langhaus mit Satteldach hat barocke Rundbogenfenster und abschwingende Strebepfeiler aus dem 17. Jahrhundert. An das Langhaus schließt im Osten der Chor mit Spitzbogenfenstern und abgetreppten barocken abgeschwungenen Strebepfeilern an. Südlich ist an den Chor ein mächtiger gedrungener gotischer Turm mit rundbogigen Schallfenstern angebaut. Der Turm wird von einem Pyramidendach mit Uhrengiebeln gedeckt und mit Turmkugel und schlichtem Metallkreuz bekrönt.
Am Stiegenaufgang zum Turmoratorium ist statt eines Geländers die ehemalige ornamental vergitterte steinerne Kommunionbank aus der ersten Hälfte des 18. Jahrhunderts angebracht. Links davon befindet sich an der Außenmauer des Langhauses ein Reliefgrabstein aus dem Jahre 1735. Am Chorscheitel ist das Relief eines Mariengnadenbildes über Immendorf aus der Zeit um 1900, welches mit „Khuen“ bezeichnet ist.

### Innen

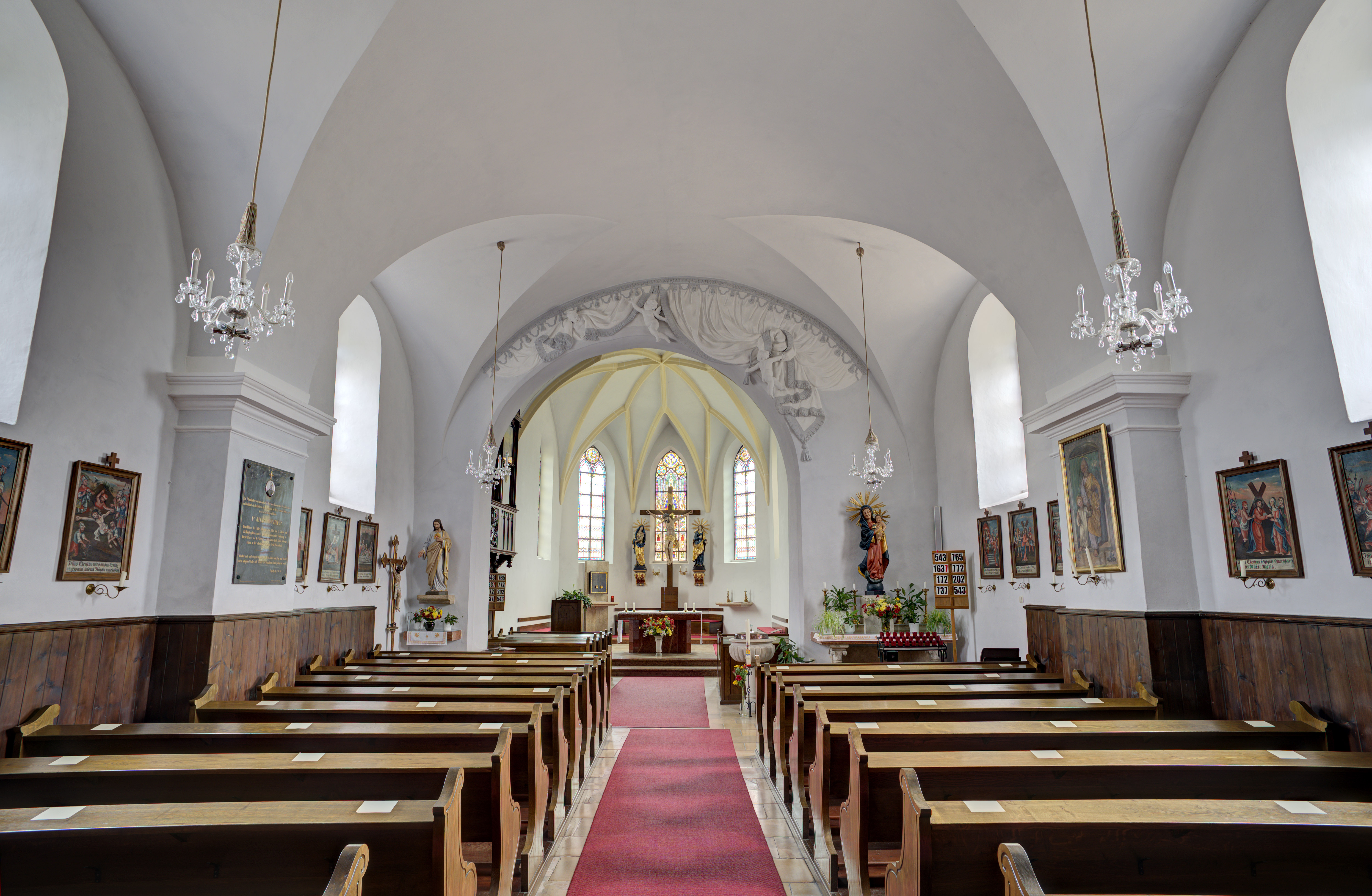
Innenansicht

Das dreijochige Langhaus wird von einer barocken Stichkappe auf Wandpfeilervorlagen aus dem 17. Jahrhundert überwölbt. Den Übergang zum Chor bildet ein etwas seitlich in die Chorachse verschobener Triumphbogen, welcher gegen das Langhaus mit ausgleichender Stuckdraperie aus der ersten Hälfte des 18. Jahrhunderts bekrönt wird und chorseitig eine gotische Profilierung aufweist.
Der Chor mit Fünfachtelschluss wird von einem abgefasten Sternrippengewölbe aus der zweiten Hälfte des 15. Jahrhunderts / dem Anfang des 16. Jahrhunderts überwölbt. An der nördlichen Chorwand befindet sich über einem Beichtstuhl ein Oratoriumseinbau aus der zweiten Hälfte des 19. Jahrhunderts.

## Ausstattung
Im Chorscheitel ist ein Kruzifix mit den Heiligen Maria und Johannes Ev. als Assistenzfiguren aus dem dritten Viertel des 18. Jahrhunderts angebracht. Aus der Zeit um das Jahr 1900 stammt die Glasmalerei von Ostermann und Hartwein aus München. Die nachbarocken Kreuzwegbilder stammen aus der Zeit um das Jahr 1800. Ein gebuckeltes Taufbecken aus Sandstein auf einem Säulenfuß aus der ersten Hälfte des 18. Jahrhunderts vervollständigt die Ausstattung.

### Orgel

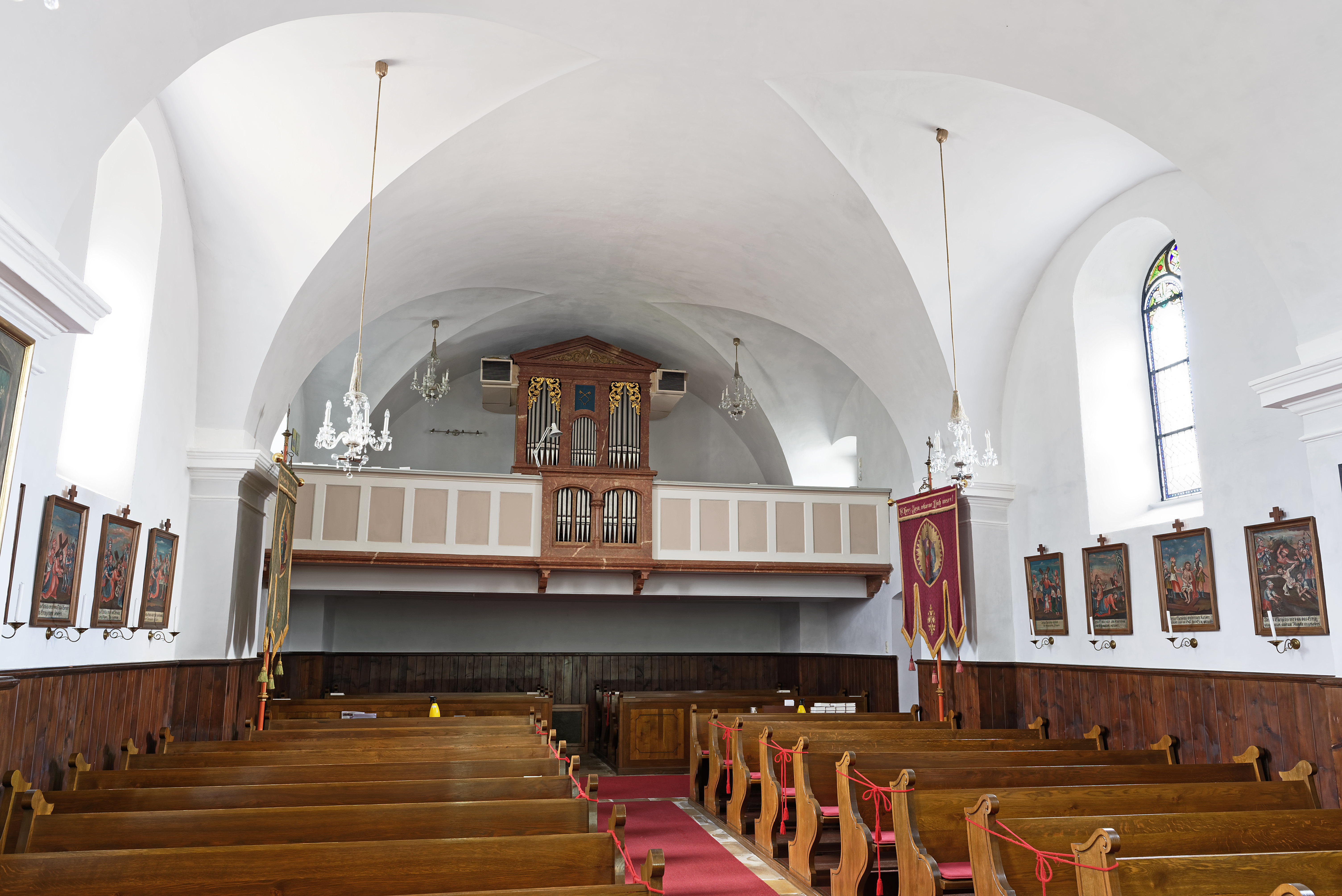
Empore mit Orgel

Die klassizistische Orgel hat der Wiener Orgelbauer Franz Ullmann im Jahre 1841 geschaffen.

### Glocken
Die Kirche besitzt ein dreistimmiges Geläut aus Gusseisenglocken. Sie stammen alle von der Gießerei Ulrich & Weule, sind aber zu verschiedenen Zeitpunkten gegossen worden.
| Nr. | Schlagton | Gussjahr | Durchmesser in cm |
| --- | --------- | -------- | ----------------- |
| 1   | b¹        | 1951     | 100,1             |
| 2   | f²        | 1918     | 83,2              |
| 3   | ges²      | 1918     | 35,5              |